# SEGITTUR

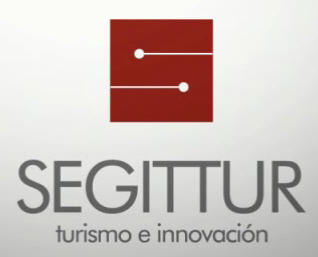
Logo

SEGITTUR es el acrónimo de la Sociedad Mercantil Estatal para la Gestión de la Innovación y las Tecnologías Turísticas, S.A.M.P., una sociedad estatal española dedicada a la gestión de la innovación y las tecnologías turísticas. Su principal objetivo es acercar las nuevas tecnologías al sector turístico, centrándose en la promoción del turismo a través de estas. Actualmente también ostenta la Secretaría y la Presidencia para toda Europa de EUREKA Tourism, programa estratégico englobado en la iniciativa intergubernamental EUREKA, que promueve la innovación y el desarrollo tecnológico de la industria del turismo en Europa.
Para lograr sus objetivos, SEGITTUR desarrolla acciones que:
- Fomentan el e-commerce entre las empresas turísticas.

- Ayudan a mejorar la competitividad del sector facilitando el uso de las nuevas tecnologías.

- Informan y asesoran a los diferentes agentes con el objetivo de potenciar la innovación en el sector.

- Promocionan la imagen de España como destino turístico.

## Proyectos
Entre los proyectos que tiene en marcha destacan:
- El portal oficial de Turismo de España: www.spain.info. Contiene información de España como destino turístico y facilita la comercialización de servicios relacionados: reservas de hoteles, buscador de ofertas y paquetes turísticos, alquiler de vehículos… El contenido se presenta en cuatro idiomas (español, inglés, francés y alemán) y se divide en diferentes temáticas ajustadas al perfil del turista. También informa sobre eventos y exposiciones que tienen lugar en España. La web incluye 19 versiones internacionales con el contenido traducido y adaptado a varios países, que son: Alemania, Austria, Reino Unido, Estados Unidos, Francia, Suiza, Noruega, Dinamarca, Suecia, Bélgica, Italia, Holanda, Japón, China, Canadá, Portugal, Brasil, México y Rusia.

- Una plataforma de comercialización turística que permite la gestión integral de reservas en línea de cualquier tipo de recurso. Es una herramienta que puede implementar cualquier empresa interesada en desarrollar su comercio electrónico.

- Un servicio de creación, soporte y hospedaje de sitios web para alojamientos rurales. De esta forma, muchos alojamientos rurales que carecían de web han conseguido tener presencia en la red. Todas estas web son accesibles desde el portal www.unsitioideal.com.

Además de los proyectos mencionados, también gestiona un directorio de centrales de reserva y un buscador de viajes y ofertas.

## Propietario
La empresa es propiedad 100 % del Gobierno de España a través de la Dirección General del Patrimonio del Estado.